# VfB Annaberg 09
VfB Annaberg 09 is een Duitse voetbalclub uit Annaberg, Saksen.

## Geschiedenis
De club werd opgericht in oktober 1909 en sloot zich aan bij de Midden-Duitse voetbalbond. De club speelde in de competitie van het Opperertsgebergte, die eerst fungeerde als tweede klasse van de  Kreisliga Mittelsachsen. In 1923 werd de Kreisliga ontbonden en werd de competitie opgewaardeerd tot hoogste klasse. De club werd meteen kampioen in 1924 en plaatste zich voor de Midden-Duitse eindronde, waar ze het zouden opnemen tegen Chemnitzer BC, echter trok de club zich terug. De volgende jaren volgden een paar ereplaatsen tot ze in 1930 opnieuw kampioen werden. In de Midden-Duitse eindronde verloren ze met 1-6 van SVgg Meerane 07. De volgend jaren eindigde de club in de subtop. 
In 1933 werd de competitie geherstructureerd. De Midden-Duitse bond werd ontbonden en de vele competities werden vervangen door de Gauliga Mitte en Gauliga Sachsen. De clubs uit het Opper-Ertsgebergte werden te licht bevonden voor de Gauliga Sachsen. De competitie ging verder als 1. Kreisklasse Obererzgebirge (derde klasse). Het is niet bekend of de club zich wel voor de Bezirksklasse plaatste.
Na de Tweede Wereldoorlog werden alle Duitse voetbalclubs ontbonden. De club werd heropgericht als SG Annaberg, later nam de club de namen Einheit, Konsum, Wismut en Medizin aan. Na een fusie met Motor werd de naam BSG Motor Annaberg. In 1965 promoveerde de club naar de Bezirksliga, na twee seizoenen degradeerde de club. Vanaf 1972 tot 1974 en van 1982 tot 1986 speelde de club opnieuw in de Bezirksliga en opnieuw van 1987 tot het einde van de DDR.
Na de Duitse hereniging werd de historische naam weer aangenomen. De club speelde verder in de lagere reeksen. In 2008 promoveerde de club opnieuw naar de Bezirksliga, die in Oost-Duitsland de derde klasse was, maar nu nog maar de zevende klasse.

## Erelijst
Kampioen van het Opperertsgebergte
1924, 1930